# Kenny Aronoff
Kenny Aronoff (7 de marzo de 1953) es un baterista estadounidense que ha colaborado en una gran cantidad de discos de reconocidos artistas a lo largo de más de 30 años de carrera.
Se graduó de la Universidad de Indiana en 1976. Luego participó en varias orquestas sinfónicas y más tarde decidió mudarse a la costa este de Estados Unidos donde estudió batería en Boston y Nueva York. Durante este tiempo se empezó a concentrar en el jazz y la música fusión. En 1980 se unió a la banda de John Mellencamp, con la que grabó 10 discos en un período de 17 años. Además de su trabajo con Mellencamp, también es conocido por su trabajo con John Fogerty y por haber compartido la gira del disco Adore de The Smashing Pumpkins luego del despido del baterista Jimmy Chamberlin.

## Colaboraciones
La discografía de Aranoff es extensa, habiendo colaborado en más de 200 discos. Entre los artistas más destacados que trabajó desde 1980 figuran: John Fogerty, Santana, Alanis Morissette, Hilary Duff, Iggy Pop, Anastacia, Rod Stewart, Meat Loaf, Joe Cocker, Avril Lavigne, Ashlee Simpson, Bon Jovi, Cinderella, Michelle Branch, Mick Jagger, Alice Cooper, Céline Dion, The Rolling Stones, Bob Dylan, B.B. King, Elton John, Lynyrd Skynyrd, Kelly Clarkson, Carlos Goñi, Tony Iommi, Stryper y Manolo García entre otros. Chad Smith ha entregado oficialmente sus baquetas a Kenny Aronoff para su reemplazo en la banca del supergrupo Chickenfoot mientras está de gira con los Red Hot Chili Peppers.